# Звездана књига Коледа
Звездану Књигу Коледа Словени су наводно добили од бога Коледа. У њој се налазе песме о настанку света и знању из астрологије.
Међутим, нико није видео ову књигу. У појединим круговима се тврди да је све фикција Александра Асова, неки пак тврде да ју је смислио неки Бугарин у 19. веку. С друге стране, професор Александар Васиљевић Медведев тврди да ова књига постоји и да је главни протагонист исте Кришењ или Кришњи. Лазарев и Димин су у својој експедицији пронашли остатке града Аркаима на јужном Уралу саграђеног у облику календара са све опсерваторијама. О постојању тзв. словенских-руских веда воде се озбиљне расправе, што у Русији, што у Индији.

## Легенда створена око књиге
Изнад азурних обала Црног мора у храмовима града Сурожа обожавано је божанство Сунца. Словени ово море називају Сурошким морем, а град Сурож био је изузетно богат, па су многи бродови често упловљавали у његову луку. Ту су били усидрени многи бродови као на примери грчки, персијиски, етрурски, египатски. Ипак грчки бродови овде нису упловили ради трговине, већ су се са бродова искрцали ратници. Грци проваљаују у храмове, руше божанства и износе драгоцености које су овде биле енормне. Пуно књига, злата и сребра, однесено је у Грчку. Тако су у једном моменту Грци заузели овај град. Међу изузетно вредним стварима које су украли је и посуда сличној оној која се налазила у Ретри са цртежима и фигурама небских сазвежђа древних Словена.
Грци су се трудили да одгонетну значење звезданих богова и онога што је изнад њих било написано, међутим словенска наука је за њих највећим делом остала нерешива мистерија. Након тога они су дали своја тумачења словенских сазвежђа и божанстава. Онда су прекрстили словенске богове у грчка имена и од тада датира грчка митологија. Ипак стари Грци су говорили да су свето звездано знање добили од Хиперборејаца са севера, како су називали Словене. Све се ово догодило негде око 4. века п. н. е.
Најстарија књига која садржи знање о звездама назива се „Звездана књига Коледа“. Стари Словени су ову књигу добили од бога Коледа (Кришне). Овде се налазе песме о стварању света, и свему оном што је потребно за астролошку науку. Бог Коледо пренео је ову науку о Великом Колу, и направио први календар (дар Коледа). Према традиционалним астролошким прорачунима ово се последњи пут догодило око 6530. године п. н. е. Касније су мудрац Браг и његов син Усењ преносили даље астролошку науку.